# Paesi baltici
I Paesi baltici, o Repubbliche baltiche o ancora Stati baltici (più raramente Estlalia), sono le tre nazioni sulla costa orientale del mar Baltico, ovvero Estonia, Lettonia e Lituania.
Tutti e tre gli Stati sono membri della NATO, dell'Unione europea, della zona euro e dell'OCSE. Sono classificati dalla Banca mondiale come economie sviluppate e hanno redditi simili a quelli polacchi. I tre governi sono coinvolti in cooperazioni parlamentari e intergovernative, spesso su temi come la politica estera e di difesa, l'energia e i trasporti.

## Etimologia
Il nome della regione geografica si deve ai balti (da bhel che vuol dire bianco), una popolazione indoeuropea che si stabilì lungo le coste del Baltico e che parlavano una delle lingue baltiche. L'isolamento di queste popolazioni dal resto del continente per diversi secoli ha contribuito a preservare arcaicismi e tradizioni di epoca molto antica.
In epoca zarista esisteva un nome convenzionale (Приба́лтика, traslitterato Pribaltika nell'alfabeto latino) che indicava le province dell'Impero russo che si affacciavano sul Baltico. Successivamente, in epoca sovietica qualche scrittore (assai pochi invero) ha incluso nella definizione l'exclave russa dell'oblast' di Kaliningrad. Il termine Paesi baltici, infatti, è tradizionalmente adoperato senza riferimento agli altri Paesi effettivamente bagnati dallo stesso mare, quali Danimarca, Germania, Polonia, Svezia, Russia e Finlandia.

## Storia

### Origini
Le differenze identitarie a livello linguistico e culturale tra le tre entità statali trovano la loro ragione d'essere già nell'antichità. Varie popolazioni si erano già variamente insediate nel corso del Neolitico nella Lituania, Lettonia ed Estonia. I Balti costituivano uno dei gruppi più numerosi nell'area: è stato difficile accertare storiograficamente l'origine di queste comunità, ritenute provenienti dall'Asia centrale. A insediarsi nella stessa zona geografica vi furono poi in epoche più o meno differenti pruzzi, jatvingi, skalviani, curi, seloni, semigalli, galindi, letgalli, lettoni, livoni, lituani e selonici. La prima citazione scritta su questi popoli è di Tacito nel suo Germania dove tra l’altro descrive la "via dell'ambra", via commerciale che univa l'Impero romano alle popolazioni baltiche (ne sono prova i numerosi ritrovamenti di monete romane).
Mentre l'Europa occidentale fu luogo di un periodo di profonde trasformazioni a seguito delle invasioni barbariche, più stabile fu la situazione nei Paesi baltici, in cui le diverse popolazioni, piuttosto che costituirsi assieme, preferirono conservare la propria conformazione tribale.
A interessarsi alle vicende relative ai baltici, furono i tedeschi del Sacro Romano Impero intorno all'anno 1000 (annali di Quedlinburg), tentando di descrivere la quotidianità e le regioni in cui tali popolazioni si erano stabilite.

### Medioevo
Fu solo due secoli dopo che nel più meridionale dei tre Paesi baltici si invertì la tendenza dissociativa delle comunità a favore di una costituzione unitaria dei diversi gruppi etnici: un simile evento, realizzato dal capo lituano Mindaugas, portò alla creazione del Ducato di Lituania. Nel frattempo, le popolazioni tedesche incominciavano a spingersi sempre più verso est. Contemporaneamente al periodo delle crociate per il possesso della Terra santa, anche nei Paesi baltici cominciò a mettersi in atto il tentativo di cristianizzare quelle comunità che più di ogni altre si erano isolate dagli eventi storici che avevano riguardato il resto del continente, sulla spinta della Santa Sede. Fu per questo che sulla scia di quanto già precedentemente accaduto più a sud, si procedette a costituire degli ordini religiosi cavallereschi al fine di sottomettere anche territorialmente quelle terre che più volte avevano rifiutato la conversione (pacificamente) proposta da missionari cristiani. L'Europa nord-orientale finì per diventare luogo di feroci combattimenti che coinvolsero dapprima la Lituania e poi la Lettonia e l'Estonia per più secoli (si parla a proposito di tali conflitti di crociata livoniana).
Intorno al 1300, il quadro politico vedeva il Granducato di Lituania, che si estendeva anche in parte dei territori oggi appartenenti alla Bielorussia e alla Polonia, oltre alla Confederazione della Livonia, gestita dall'Ordine di Livonia nello Stato monastico dell'Ordine teutonico, creato al fine di riuscire a gestire da vicino popolazioni - soprattutto isolane - che spesso si ribellavano alle condizioni tributarie imposte dai tedeschi. La Confederazione, dapprima formata dalla sola Livonia (regione che si estendeva dal golfo di Riga all'odierno confine tra la Lettonia e la Russia) si allargò all'intera Lettonia e, successivamente, anche al Ducato di Estonia, acquisito dalla Danimarca guidata da Valdemaro IV. I cavalieri di Livonia si occuparono nel corso dei secoli XII-XIV della città di Riga, il cui possesso fu conteso per secoli tra Arcidiocesi di Riga e Ordine, e della gestione di politiche estere con il confinante Granducato di Lituania, in fase di espansione. Frattanto, a est incominciavano ad assumere un proprio spessore nuovi soggetti, il Granducato di Mosca e l'Impero mongolo. Mentre il secondo non riuscì mai a raggiungere stabilmente la regione, il primo divenne progressivamente una spina nel fianco dello Stato monastico e del Granducato.
Il periodo di maggiore apice della Confederazione fu nel XV secolo, quando l'Ordine di Livonia riuscì a raggiungere l'indipendenza dall'Ordine teutonico, entrato in una crisi irreversibile dopo la battaglia di Grunwald (1410). I conflitti che travolsero la regione della Lettonia e dell'Estonia con i russi nella guerra russo-livoniana (1480-1481), continuarono a rendere instabile la situazione politica.

### Età moderna
Mentre nel frattempo il Granducato accresceva la propria potenza (tanto da divenire nel XV-XVI secolo lo Stato più grande d'Europa), la Confederazione entrò in un lento declino che culminò con la dissoluzione dell'Ordine di Livonia a seguito della conversione al luteranesimo del Gran maestro Gottardo Kettler. La Lettonia e parte della Lituania divennero parte del Ducato di Curlandia e Semigallia, mentre l'Estonia fu subito assoggettata all'Impero russo. Tale espansione per opera dei russi procedette e portò alla conquista della Lettonia nel corso del 1600. Sempre nello stesso secolo, l'Impero Svedese detenne il possesso di gran parte della regione baltica e delle coste sul mare omonimo per cento anni, fino alla Grande guerra del Nord (1700-1721).
Il Granducato di Lituania si fuse con il Regno di Polonia nel 1569, continuando a esistere fino al 1795, anno di costituzione della Confederazione polacco-lituana.

### 1700-1800
Lettonia e Estonia entrarono a far parte dell'Impero russo come governatorati del Baltico fino al 1917. Nel corso del 1800, in diverse fette dei tre Paesi si seguì quanto accaduto altrove del continente, ovvero i moti rivoluzionari, che contribuirono a creare un sentimento patriottico nelle popolazioni locali. Tale processo fece leva sulla lingua, sulle tradizioni e sulla cultura. Mosca cercò di reprimere tali movimenti anche con misure dalla portata significativa (si pensi al bando della stampa lituana).

### XX secolo

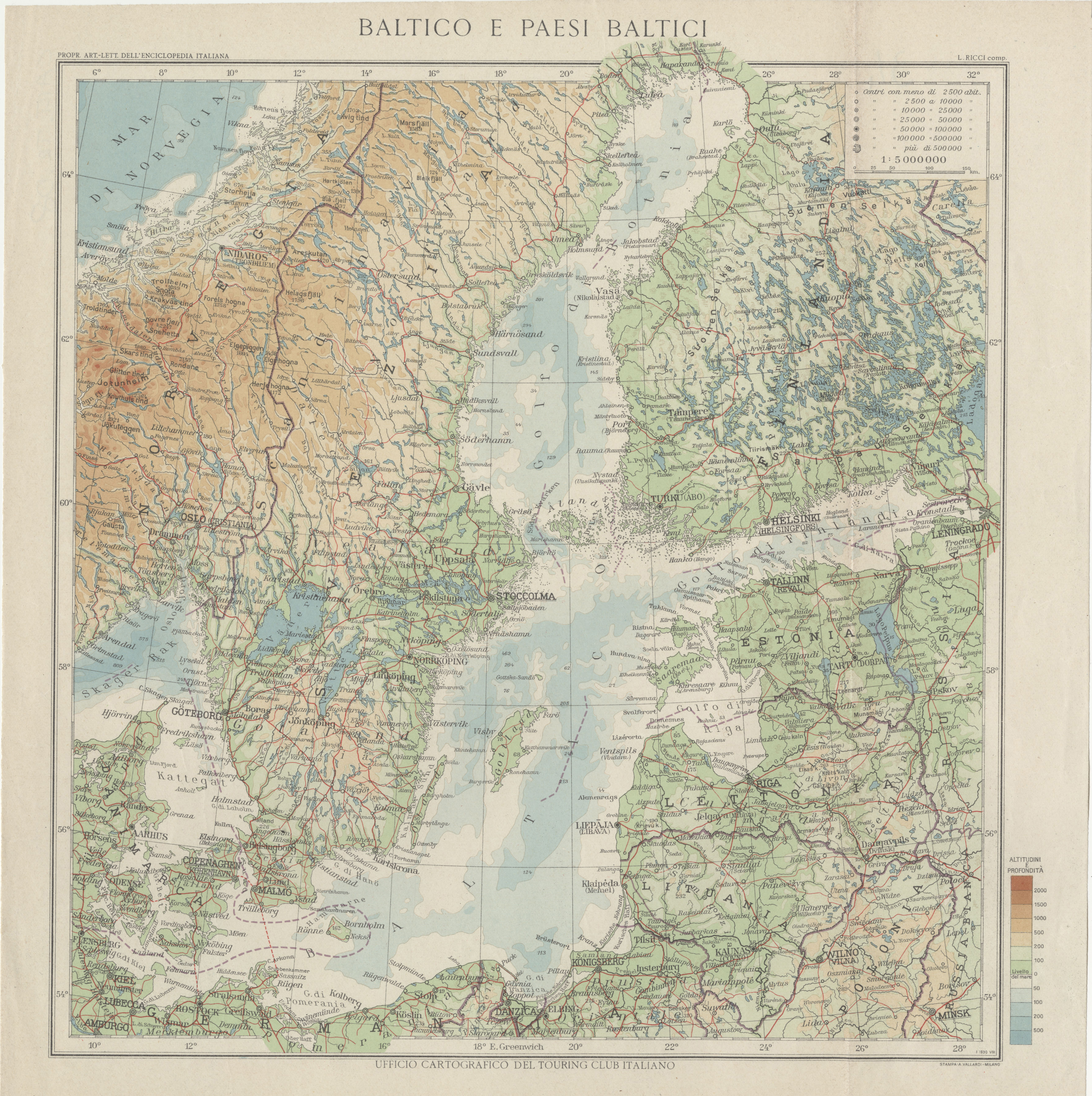
Mappa del Baltico e Paesi baltici del 1930

Parte del territorio dei Paesi baltici, durante la prima guerra mondiale fra il 1917 e il 1918, venne invasa dall'Impero tedesco con l'occupazione tedesca delle province baltiche. In seguito alla Rivoluzione russa e alle vicende della prima guerra mondiale, i tre Stati ottennero l'indipendenza nel 1918 insieme al vicino Granducato di Finlandia.
Dal 1940 le Repubbliche baltiche vennero occupate dall'Unione Sovietica; gli Stati Uniti d'America, con la dichiarazione di Welles (23 luglio 1941), notificarono all'URSS che essi non avrebbero mai riconosciuta come legittima tale annessione. Welles annunciò pure che il governo degli Stati Uniti avrebbe continuato a riconoscere i ministri degli esteri dei Paesi Baltici come inviati di un governo sovrano. La dichiarazione rese possibile ai rappresentanti diplomatici degli Stati baltici di finanziare le loro attività in vari altri Stati e di proteggere le proprie navi. L'aver stabilito la politica di non riconoscimento consentì, dopo la guerra, a circa 120 000 profughi dagli Stati baltici di evitare il rimpatrio nell'Unione Sovietica e invocare dall'estero l'indipendenza dei loro paesi.
Nel prosieguo della seconda guerra mondiale, dal 1941 al 1944 furono occupate dalla Germania nazista e dal 1944 al 1991 furono nuovamente occupate e inglobate nell'Unione Sovietica (RSS Lituana, RSS Lettone, RSS Estone), che represse ogni ulteriore tentativo indipendentista, fino alla caduta della stessa Unione Sovietica nel 1991, quando infine riuscirono a dichiararsi nuovamente repubbliche indipendenti, restaurando l'indipendenza sottratta, con pieno riconoscimento a livello internazionale.

### XXI secolo
Attualmente repubbliche parlamentari indipendenti, dal 2004 sono membri dell'Unione europea e della Nato ma non della Comunità degli Stati Indipendenti come le altre ex repubbliche sovietiche. Pur avendo caratteristiche molto diverse tra loro, gli Stati hanno spesso condiviso sorti uguali, soprattutto nell'ultimo secolo, cadendo variamente in mano a teutonici e sovietici. Nel 1991, dopo l'indipendenza, la componente russa ha comunque continuato a persistere, popolando gli Stati con percentuali diverse (in particolar modo Estonia e Lettonia). Tutti e tre gli Stati hanno adottato l'Euro: l'Estonia dal 1º gennaio 2011, la Lettonia dal 1º gennaio 2014 e infine la Lituania dal 1º gennaio 2015.

## Culture

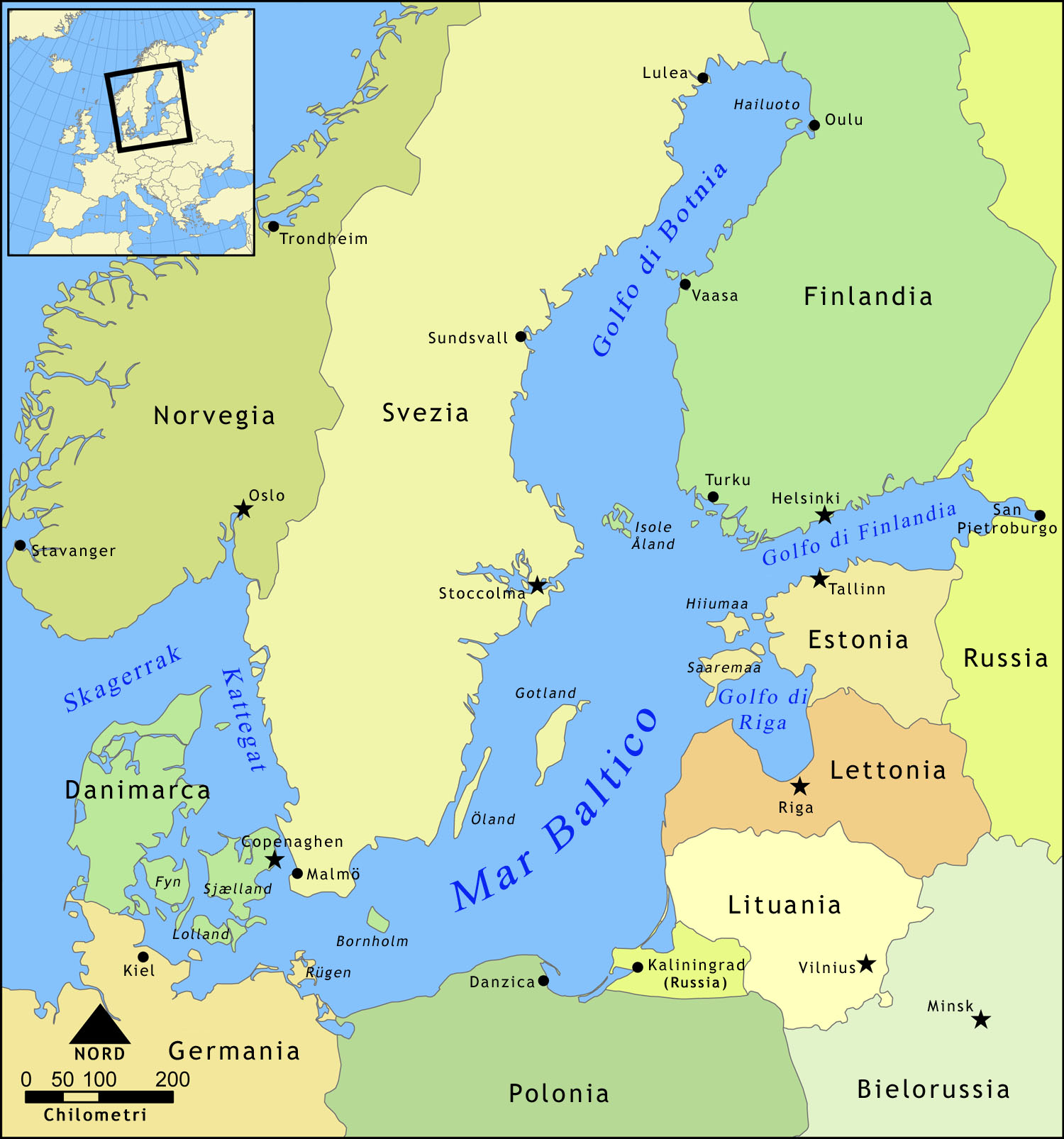
La regione baltica, con i Paesi baltici e con tutti gli altri Stati che lambiscono il mar Baltico

Da un punto di vista politico, linguistico e religioso oltre che storico, come già analizzato, sussistono svariate differenze. Parlando di idiomi, in Estonia viene parlato l'estone, appartenente al ceppo ugro-finnico, simile al finlandese. Questo è molto diverso dalle due lingue baltiche, il lettone e il lituano, entrambe legate al protoindoeuropeo, benché presentino delle diversità tra di loro. Probabilmente anche per questo motivo - oltre che per la posizione geografica - l'Estonia subisce di più le influenze della Scandinavia.
Per quanto concerne le religioni, in Estonia e Lettonia sono presenti soprattutto fedeli luterani: non mancano ortodossi, principalmente di etnia slava, e una certa percentuale di atei, mentre in Lituania la stragrande maggioranza della popolazione si professa cattolica.
La poco numerosa popolazione e le circoscritte dimensioni di queste porzioni di territorio hanno fatto sì che nel tempo si intrecciassero strette interrelazioni con gli Stati confinanti: la Lituania ha storicamente forti legami con la Polonia e l'Europa centrale; la Lettonia è maggiormente vicina alla Russia e si sta caratterizzando come area di transito fra tale Paese e il resto d'Europa; l'Estonia è culturalmente più legata alla Finlandia e al resto della Scandinavia, ma anche, per antiche tradizioni teutoniche, alla Germania.

## Dati
| Bandiera            | Nome          | Superficie (km²) | Popolazione (ultima stima) | Densità (ab./km²) | Capitale | Moneta | UE/Euro                   |
| ------------------- | ------------- | ---------------- | -------------------------- | ----------------- | -------- | ------ | ------------------------- |
| Estonia (bandiera)  | Estonia       | 45 227           | 1 325 955                  | 28                | Tallinn  | euro   | Unione europea (bandiera) |
| Lettonia (bandiera) | Lettonia      | 64 559           | 1 906 743                  | 32                | Riga     | euro   | Unione europea (bandiera) |
| Lituania (bandiera) | Lituania      | 65 300           | 2 759 627                  | 46                | Vilnius  | euro   | Unione europea (bandiera) |
|                     | Paesi baltici | 175 086          | 5 992 018                  | 35                | —        | euro   | Unione europea (bandiera) |

### Demografia
La popolazione è misurata entro i limiti della città sulla base di stime effettuate nel 2019 da uffici di statistica. Delle 30 città più grandi per popolazione dei Paesi baltici, 15 sono lituane, 10 sono lettoni e 5 estoni.

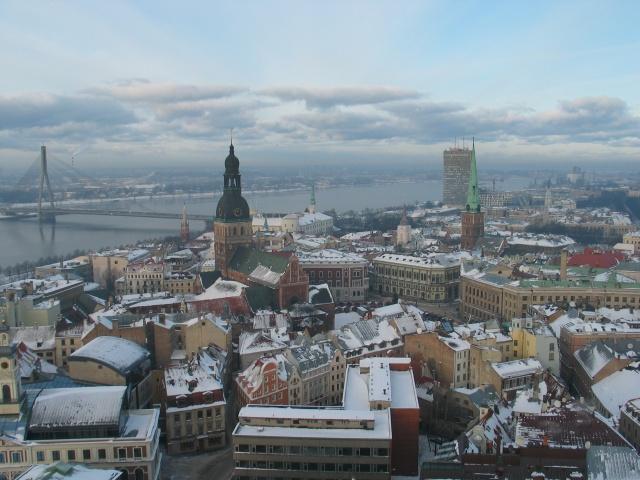
1. Riga

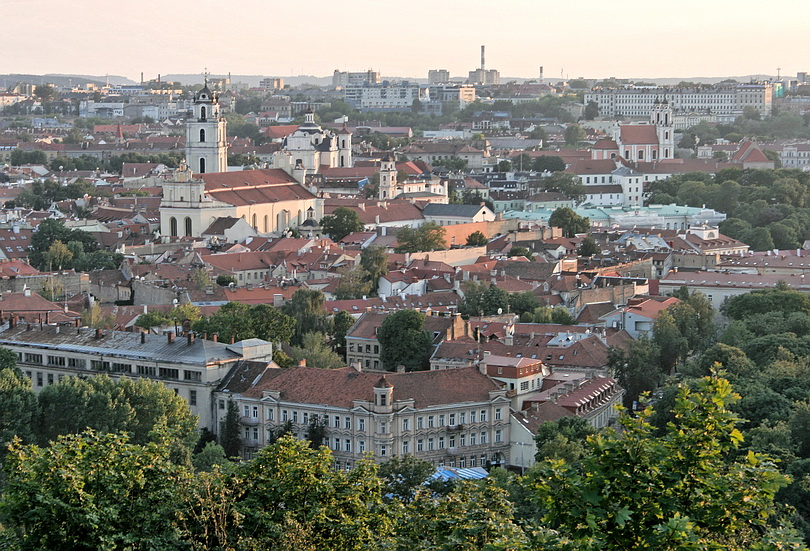
2. Vilnius

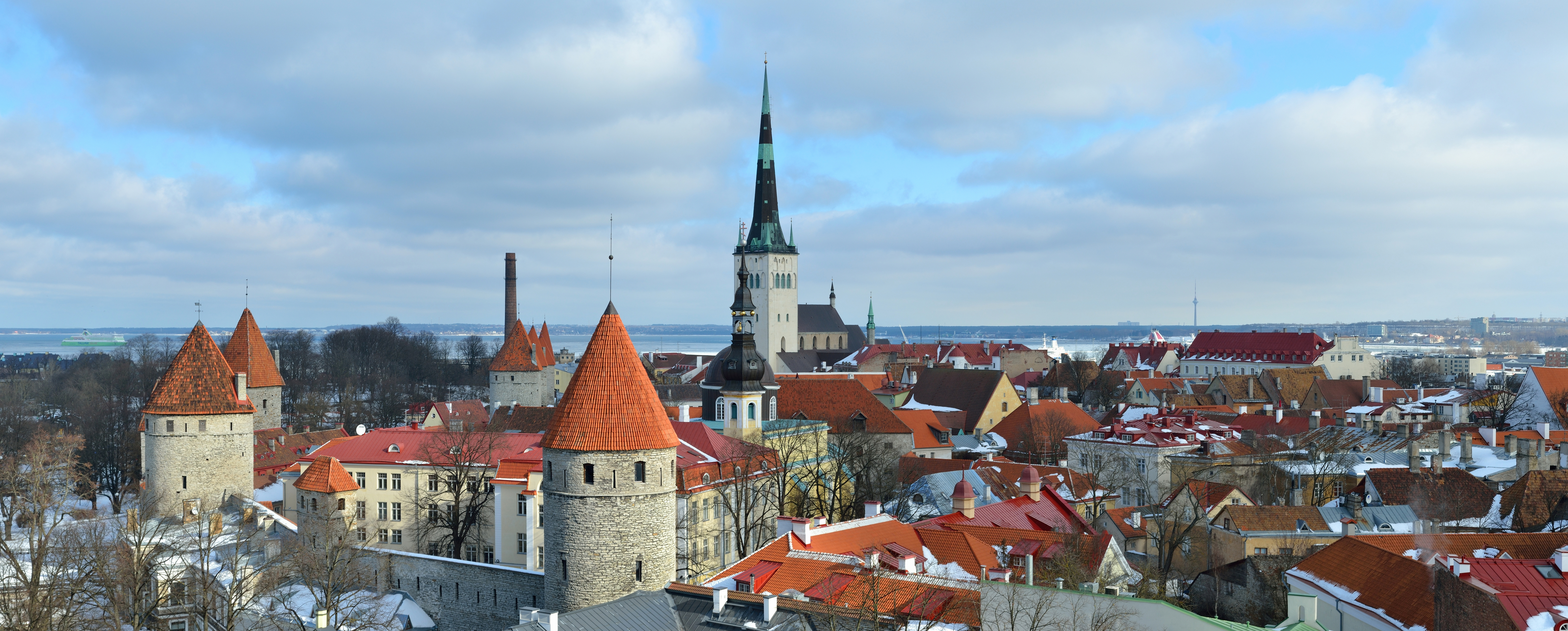
3. Tallinn

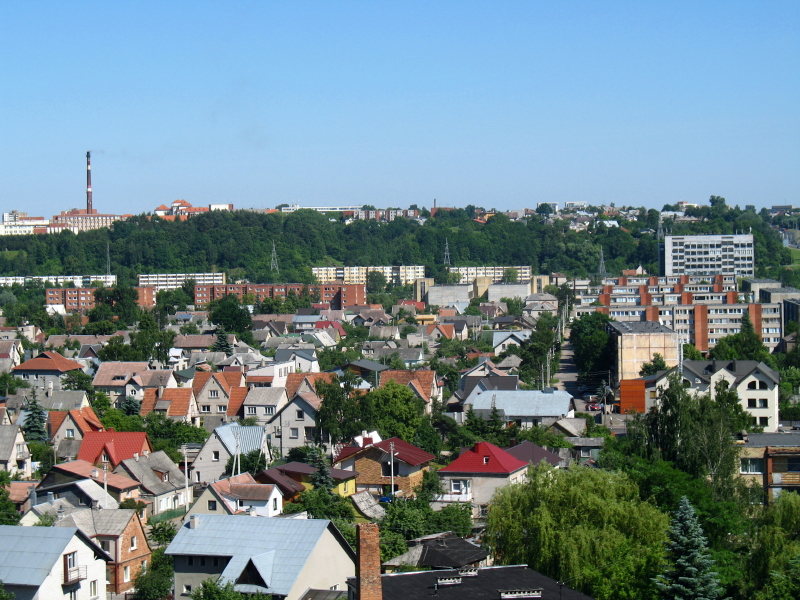
4. Kaunas

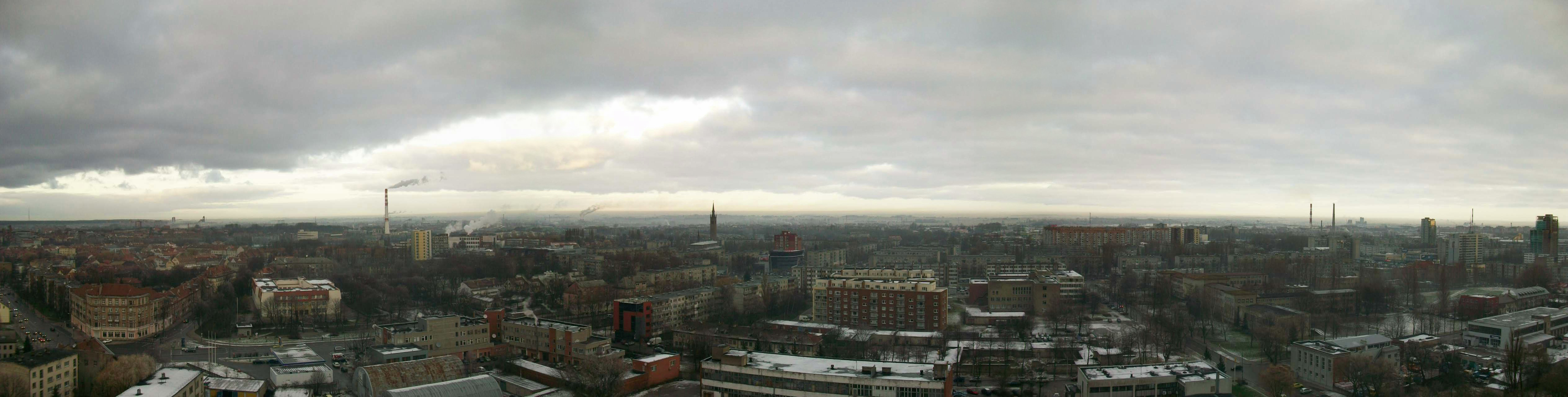
5. Klaipėda

| Posiz. | Stemma | Città        | Popolazione |
| ------ | ------ | ------------ | ----------- |
| 1.     |        | Riga         | 742 572     |
| 2.     |        | Vilnius      | 542 366     |
| 3.     |        | Tallinn      | 394 024     |
| 4.     |        | Kaunas       | 374 643     |
| 5.     |        | Klaipėda     | 192 307     |
| 6.     |        | Šiauliai     | 130 587     |
| 7.     |        | Panevėžys    | 117 395     |
| 8.     |        | Daugavpils   | 111 564     |
| 9.     |        | Tartu        | 85 132      |
| 10.    |        | Liepāja      | 85 132      |
| 11.    |        | Alytus       | 70 747      |
| 12.    |        | Narva        | 66 980      |
| 13.    |        | Jelgava      | 61 791      |
| 14.    |        | Jūrmala      | 54 088      |
| 15.    |        | Marijampolė  | 47 613      |
| 16.    |        | Kohtla-Järve | 46 060      |
| 17.    |        | Pärnu        | 44 192      |
| 18.    |        | Ventspils    | 42 644      |
| 19.    |        | Mažeikiai    | 41 309      |
| 20.    |        | Rēzekne      | 38 340      |
| 21.    |        | Jonava       | 34 993      |
| 22.    |        | Utena        | 33 240      |
| 23.    |        | Kėdainiai    | 31 980      |
| 24.    |        | Telšiai      | 29 764      |
| 25.    |        | Ukmergė      | 28 659      |
| 26.    |        | Visaginas    | 28 348      |
| 27.    |        | Tauragė      | 27 662      |
| 28.    |        | Jēkabpils    | 27 078      |
| 29.    |        | Valmiera     | 26 963      |
| 30.    |        | Ogre         | 25 818      |